# Vori vori

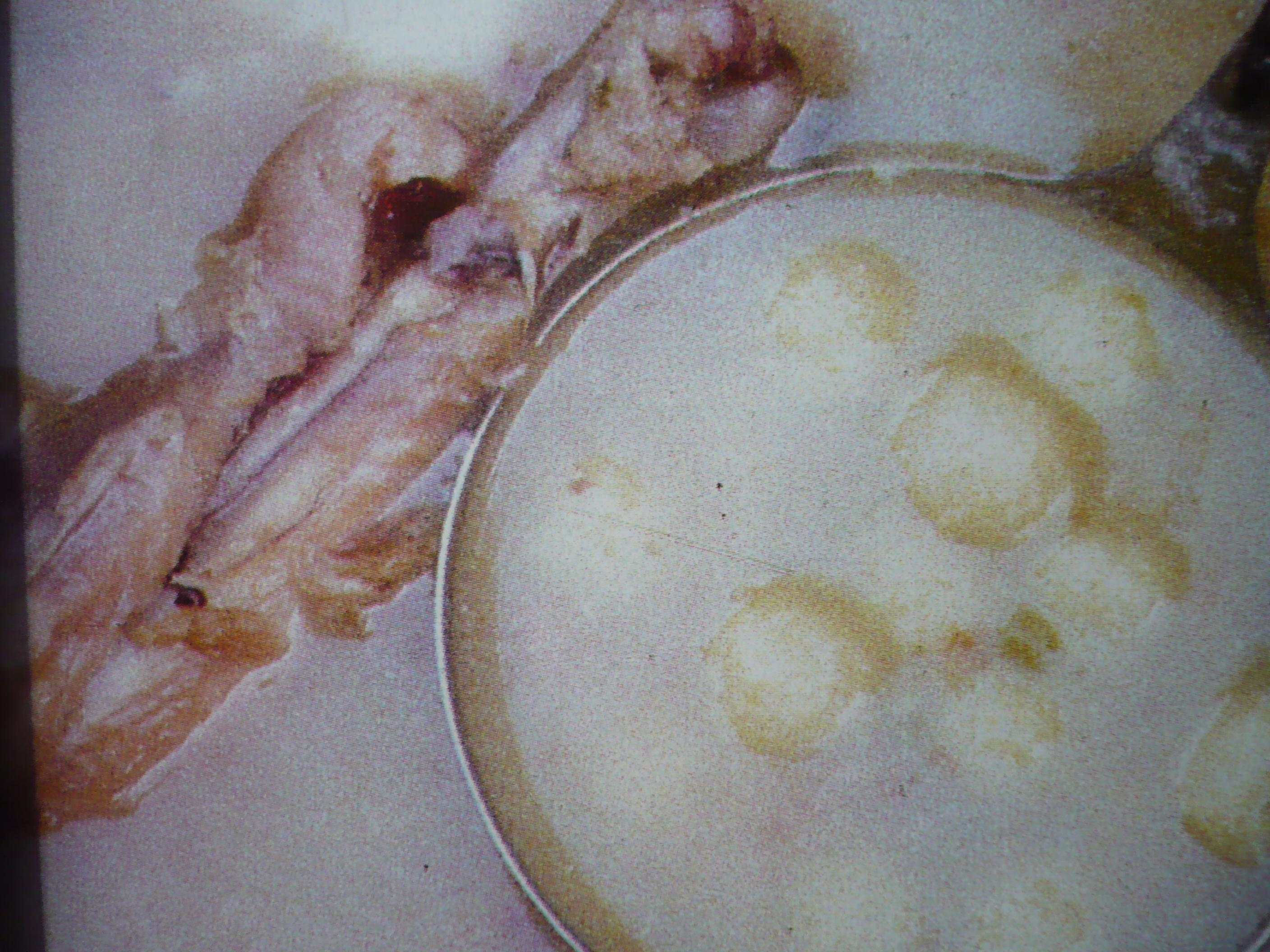
Vori vori com frango

Vori vori  é um prato tradicional da culinária do Paraguai, uma espécie de sopa ou ensopado com bolotas de farinha de milho, carne de frango ou carne bovina, com ossos (puchero). É um prato saboroso e nutritivo, altamente calórico, consumido principalmente no inverno.

## Origem do nome
Esse nome provem da palavra em castelhano bola, que passou para a Língua guarani, um dos idiomas oficiais do país, como vori. O plural neste idioma se faz pela repetição da palavra, resultando em vori vori, bolas ou bolinhas.